# Erminio Asin
Erminio Asin (Venezia, 27 marzo 1914 – Venezia, 6 gennaio 1986) è stato un calciatore italiano, di ruolo terzino destro.

## Carriera
Vanta 9 presenze in Serie A ottenute in tre stagioni con la maglia della Roma, dove debuttò il 27 marzo 1938 nel pareggio esterno contro la Juventus per 0-0, senza riuscire ad imporsi chiuso da giocatori più dotati quali Monzeglio e Brunella. Ha inoltre disputato da titolare (34 presenze ed una rete) il campionato di Serie B 1939-1940 nelle file della Lucchese.